# Maria Bonaparte
Maria Bonaparte (francès: Marie Bonaparte)  (Saint-Cloud, 2 de juliol de 1882 - Gassin, 21 de setembre de 1962) princesa de Grècia. Nascuda Princesa de Bonaparte era filla del príncep Roland Napoleó Bonaparte i de Maria-Fèlix Blanc filla de François Blanc propietari dels casinos i de la Societé Bains de Mer de Montecarlo. La fortuna de la mare passà de forma íntegra a la seva única filla Maria.

## Biografia
Va néixer a Saint-Cloud, una ciutat de Hauts-de-Seine, Illa de França i anomenada Mimi dins de la família. El seu avi matern, François Blanc, havia deixat una fortuna estimada de 88M de FF quan va morir el 1877. Tanmateix, la seva vídua, nascuda Marie Hensel, va deixar principalment deutes pels seus tres fills, inclosa la mare de Marie. Marie-Félix, per pagar a la seva mort el juliol de 1881. El príncep Roland va protegir la fortuna de la seva dona persuadint-la de renunciar a la de la seva difunta mare abans que es conegués l'import dels seus deutes. Marie-Felix va morir d'una embòlia poc després del naixement de Marie, deixant la meitat dels seus 8,4 milions de FF de dot al seu marit i la meitat a la seva filla. La majoria va ser gestionada en fideïcomís durant la joventut de Marie pel seu pare, que tenia pocs recursos econòmics propis. Marie va viure amb el seu pare, un geògraf i botànic, a París i en diverses finques familiars on va estudiar, escriure i donar conferències, portant una vida activa en els cercles acadèmics parisencs i en expedicions a l'estranger, mentre la seva vida quotidiana era supervisada per tutors i professors. servents. Afectada per fòbies i hipocondria quan era jove, Marie va passar gran part del seu temps en reclusió, llegint literatura i escriure els diaris personals que revelen el seu esperit curiós i el seu primer compromís amb el mètode científic reflectit en la beca del seu pare.
El seu matrimoni amb el príncep Jordi de Grècia es produí després de la negativa dels prínceps Lluís III de Mónaco i de Germà de Saxònia-Eisenach. El matrimoni se celebrà a Atenes l'any 1908, i d'aquest en naixeren els prínceps Pere i Eugènia. Maria morí a Sant Tropetz el 21 de setembre de 1962, als vuitanta anys, a causa d'una leucèmia.
Intel·lectualment Maria Bonaparte fou brillant. Especialment interessada en la psicologia i la psicoanàlisi, a més a més de la història, escrigué una gran quantitat de llibres: Les hommes que j'ai aimés (1914), La Grande guerre, meditátions (1914), Le printemps sur mon jardin (1924), Les glauques aventures de Flyda des mers (1925). Durant la dècada dels anys 20 viatjà a Viena on conegué a Sigmund Freud la qual cosa feu que fundés a França, la Societat Psicoanalítica. Sobre la seva relació amb la psicoanàlisi escrigué "Psicoanàlisi i biologia", "Psicoanàlisi i antropologia" i "La meva vida i la psicoanàlisi". Ajudà Freud després de l'ocupació alemanya d'Àustria, i li permeté escapar cap a Anglaterra. Seguí escrivint: "El vell company" (1939), "Els mites de la guerra" (1944) i "L'essencial ambivalència d'Eros" (1945). La princesa Bonaparte és considerada com una de les principals deixebles de Freud.